# スウェーデンフットボール
スウェーデンフットボール（スウェーデン語: Svensk fotboll）は、スウェーデンで考案され、1870年代から1890年代初めまでプレーされたフットボールコードである。現代サッカーが入ってきたことで廃れた。スウェーデンフットボールの規則はサッカーの規則とラグビーフットボールの規則を混ぜ合わせたもので、前者に非常によく似ていた。

## 歴史
スウェーデン式フットボールのひらめきはイングランドのフットボールから来ている。しかし、球技が1870年代に初めてスウェーデンに導入された時、その10年前にイングランドにおいて分化していた異なるフットボールコードの異なるルールがスウェーデンにやってくる間に失われ、コード間の区別がなかった。これによって、ある者は球形のボールを使った競技をプレーしたのに対して、ある者は楕円形のボールを使った競技をプレーするなど混乱が生まれた。スウェーデンでプレーされていたフッボールに関する最初の言及の一つは1874年5月24日のヨーテボリ・ポステン（ヨーテボリ新聞）の記事であり、読者は体操協会がヨーテボリで設立され、この協会は「非常に活気に満ちた特徴を持つフッボール選手の試合を何試合」かプレーした、と伝えられた。一年後、ヨーテボリ・ボールクラブが設立され、クラブはプログラムにその他のスポーツと共にフッボールを含んでいた。
1880年、スウェーデン式フッボールの最初の規則がLars Mauritz Törngrenの著書『Fria Lekar. Anvisning till skolans tjenst』で発表された。彼はスポーツを学ぶためにイングランドを訪問し、この本で彼の経験を記録するために帰国した。彼はほぼ20年前に行われたフットボール規則の成文化を誤解あるいは完全に気付いておらず、したがって彼の規則はサッカーとラグビーを混ぜ合わせたものとなっており、彼はこれを「a middle cource」と表現した。この規則は理解が難しく、普及することはなかった。代わりに、5年後の1885年、ヨーテボリBKとストックホルム（ストックホルム・ボールクラブは1879年に創設）とヴィスビュー（ヴィスビュー・ボールクラブ）の一流クラブが会合を開き、その後数年にわたってスウェーデンのフットボール界で優位に立つ一連の規則を定めた。
スウェーデンの国土での初のサッカーの試合は1890年10月12日にマルメで行われた。この時は、デンマークのケブンハウン・ボールクラブがマルメを訪れ、このクラブが2チームに分かれて公開試合を行った。しかし、現代フットボールが突破口を開いたのはヨーテボリにおいてであり、初の国内試合が1892年5月22日にヨーテボリの2クラブ・エルグリーテISとIS Lyckans Soldaterとの間で行われた。1895年までに、サッカーがスウェーデン式フットボールとの競争に勝った。これには、それぞれの職場に現代的なフットボールコードを紹介したイングランドやスコットランド、オーストラリア移民労働者による大きな助けがあった。

## 規則
スウェーデン式フットボールの規則はサッカーの規則とよく似ていたが、2つの主な例外があった。選手は手を使ってボールをキャッチすること、再びドロップキックする前に短時間ボールを持って走ることが許され、ゴールにはクロスバーがなかった。